# Lengyel-nyereg

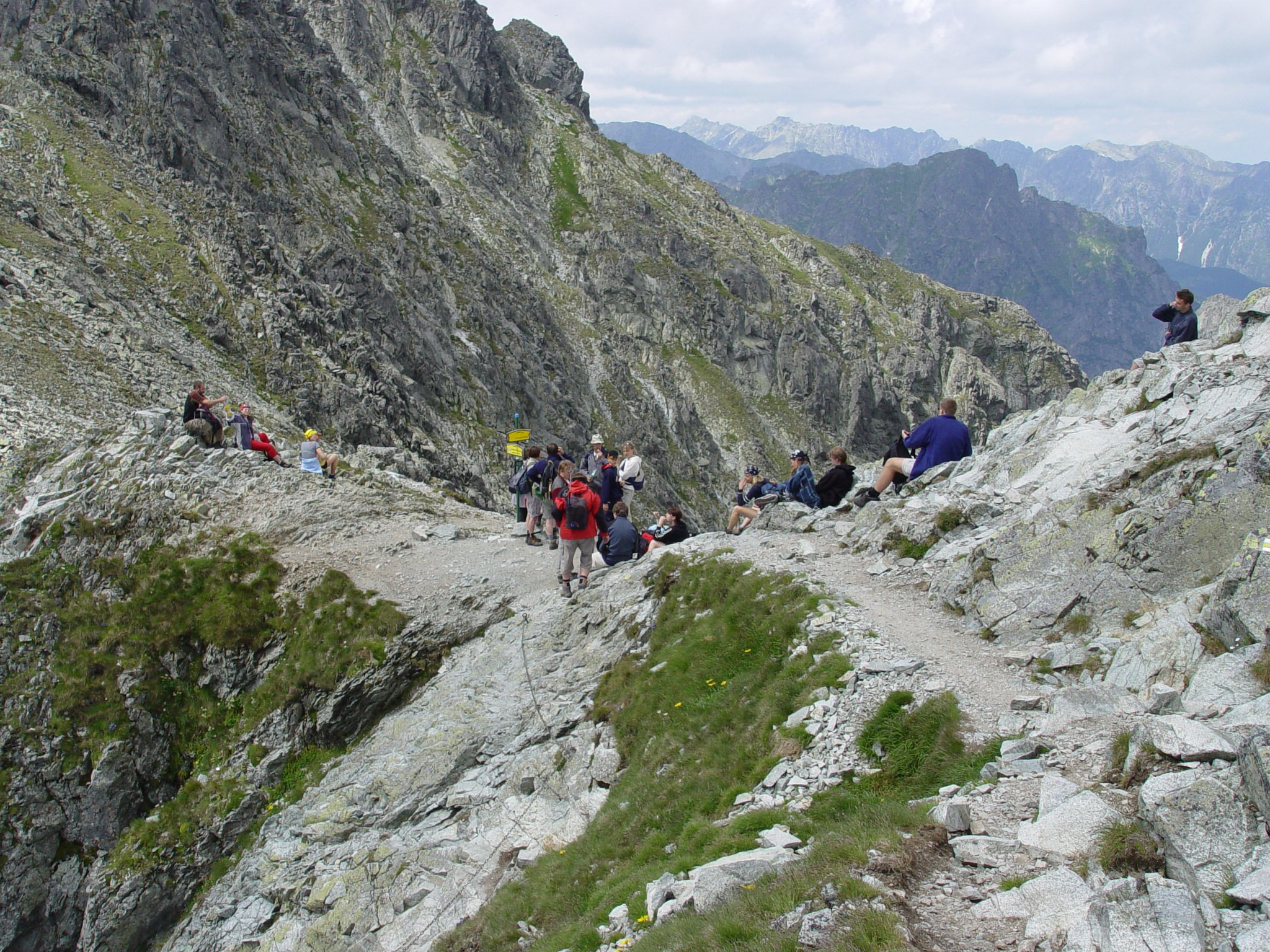
Kilátás a Lengyel-nyeregből

A Magas-Tátra hegyláncának úgyszólván kellős közepén fekvő Lengyel-nyereg (szlovákul Poľský hrebeň) a leggyakrabban használt s legcélszerűbb átjáró a hegység É.-i oldaláról a D.-i oldalra. 2150 m-es tengerszint feletti magasságban fekszik.
A széles hágó a Kis-Viszóka-csúcs és a Felkai-csúcs közt fekszik s a déli oldalon a Felkai-völgy, az É.-i oldalon pedig a Poduplaszki-völgynek egy mellékágát képező Poduplaszki-Mormota-völgy terül el tövében. Mindkét oldaláról jelzett ösvények vezetnek fel rá. A Rovátkával kapcsolatban a Felkai-völgyből a Nagy-Tarpataki-völgybe lehet rajta átkelni.
Legrégibb említése Buchholtz „Das weit und breit erschollene Zipser Schnee-Gebürg” c. művében fordul elő, mint der Grot (helyesen Grat) = gerinc. Czirbesz András 1772-ben der polnische Grot = lengyel gerinc néven említi (ezt az elnevezést őrizte meg a szlovák, lengyel és német terminológia). Fuchs Frigyes 1863-ban az elnevezést helytelennek tartotta, mivel a nyereg (gerinc) nincs a lengyel határon. Az elnevezés azonban nem a határra emlékeztet, hanem arra, hogy a régmúlt időkben a lengyel csempészek erre vitték az árut, sőt még a szarvasmarhát (!) is erre hajtották Lengyelországból Magyarországra.
Az első ismert turistaátkelés (a Poduplaszki-völgyből a Felkai-völgybe): Mück, Wilhelm Roxer, Stolzenberg, Titus Szentiványi és Wadovszky, 1840. VIII. 7.

## Turistautak
- A Felkai-völgyből (D-ről)

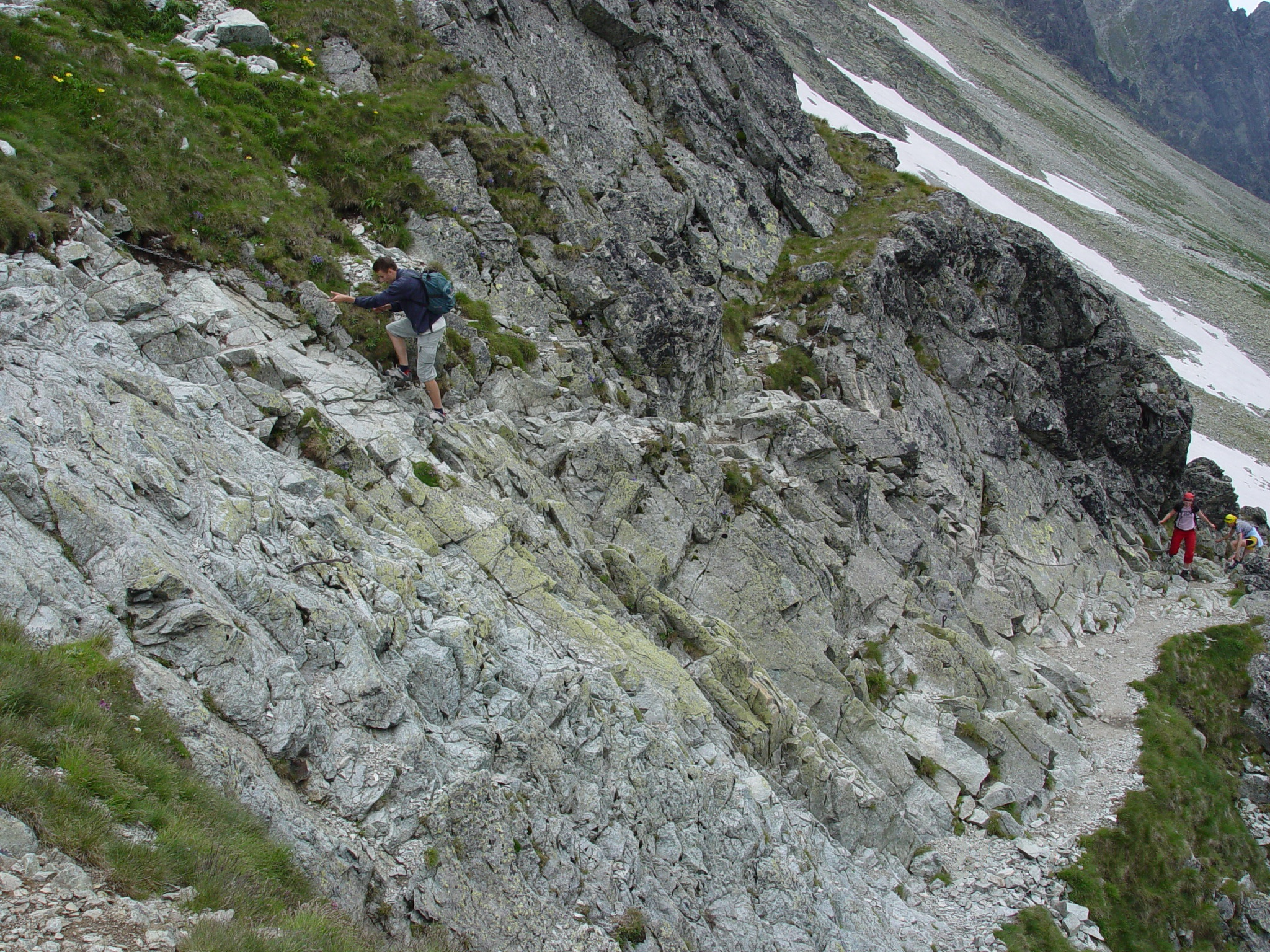
Felfelé kapaszkodók a Lengyel-nyeregbe

Készített ösvényen. Zöld jelzés. A Sziléziai-háztól az ösvény a Felkai-tó K. partján visz a Felkai-völgyben befelé, azután balra kanyarodva felvisz a tófalon, és az Örököseső sziklacsoportja alatt elhaladva a Virágoskert tágas, pázsitos völgykatlanába ér. A Virágoskertet elzáró Kerek-domb előtt az ösvény balra kanyarodva belép a Hosszú-tó (1953 m) katlanába, majd jobbra felvisz a Kerek-domb (2136 m) mögött fekvő völgylépcsőre, s a hágótól jobbra felhúzódó törmeléklejtőt (nyár derekáig hó) keresztezve egy párkány kezdetéhez, amely a sziklás letörések között rézsút balra emelkedik (vaslánc) a hágóig (a Sziléziai-háztól 1 ó 45 p).
- A Poduplaszki-völgyből (É-ról)

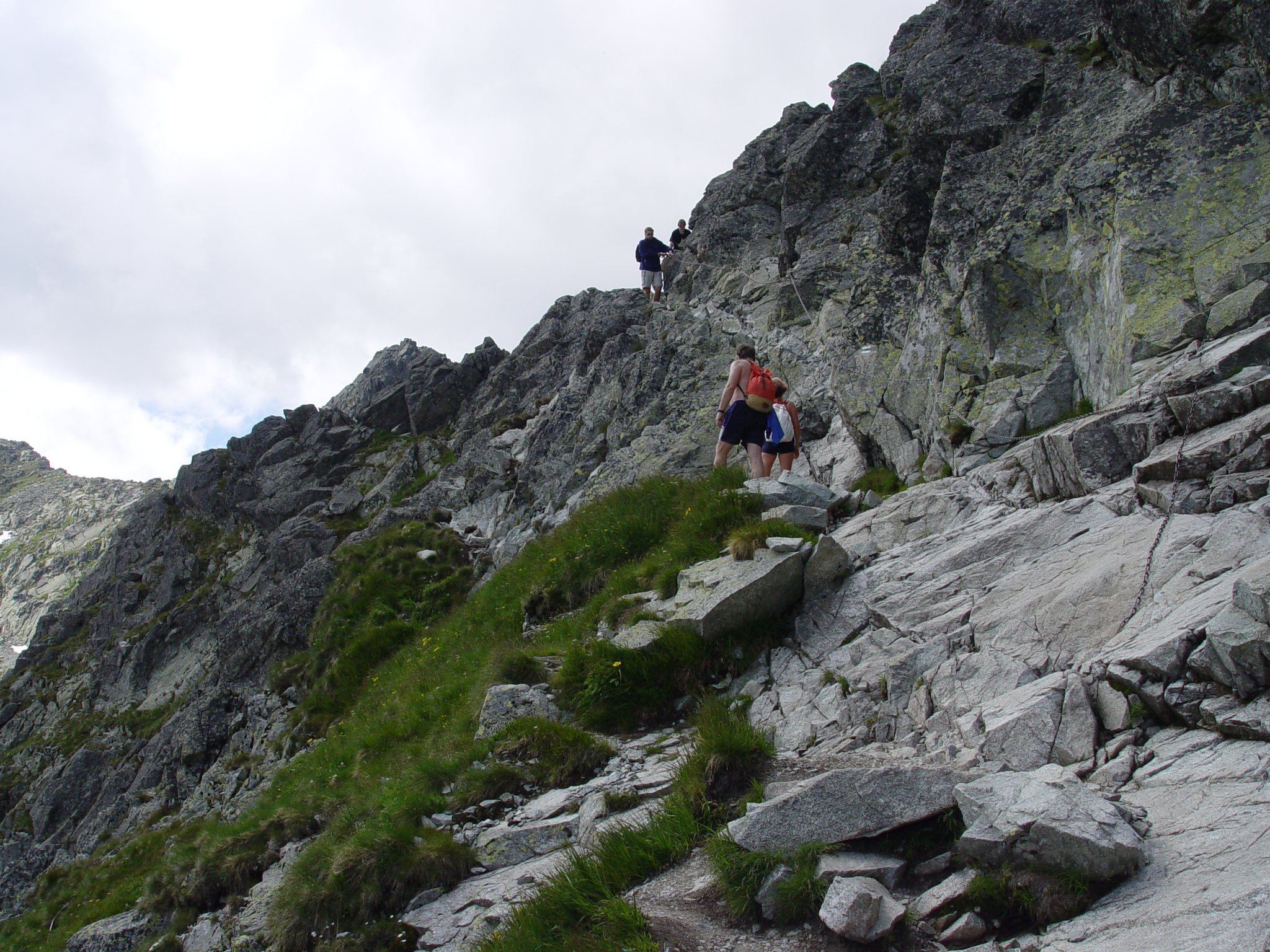
Lefelé ereszkedők a Lengyel-nyeregből

Készített ösvényen. Kék, az útvonal utolsó szakaszán zöld jelzés. Javorináról 3 km országúton a Bialka-patak jobb partján fekvő Lysa Polana határállomás (40 p). Közvetlenül a patak vashídja előtt út ágazik el balra, amely a patak jobb partján maradva, további 45 p alatt a Poduplaszki-völgy bejárata előtt elterülő, nagy kiterjedésű, gyönyörű fekvésű Bialka-rétre ér. (Az úttól balra erdészlak, 3 km) Továbbra is ezen az úton, amely végighalad a hosszú Bialka-réten és a Poduplaszki-patak első hídján átkelve a patak bal partjára ér, és belép a Poduplaszki-völgybe. (1,9 km, 30 p; a patak kevéssel előbb egyesül a Halastavi-patakkal, s innen mint Bialka-patak folytatódik.) Eleinte a patak bal, majd mintegy 1250 m-t megtéve a második hídon át a jobb partján (20 p) tovább a völgy zárlatában fekvő Karám-rétre (Pod Viszoka tisztására, 1306 m; 2,5 km, 1 ó).
A tisztásról D. irányban és balra a Zöld-tavi-pataktól kék jelzésű ösvény visz fel a meredek tófalon a Kacsa-völgy alsó katlanában fekvő Kacsavölgyi-Zöld-tóhoz (1577 m). A tó gátjának elérése előtt – miután átkeltünk a Litvor-patakon – az ösvény kettéágazik. A j. vezető út pár perc alatt a Zöld-tóhoz visz. Mi azonban a kék jelzésen, a Kacsa-völgy b. elhajló k. oldalágába, a Litvor-völgybe és a patak bal, majd jobb partján a völgyben fel. Elhaladva a Litvor-tó é. partja fölött (50 p), a völgy zárlatában látható széles nyíláshoz (Litvor-átjáró: kb. 2050 m). Átkelési pontul a nyílás jobb szélén fekvő bemetszés szolgál (40 p). Ez egy magasságban fekszik a Fagyott-tó katlanának szintjével, s tőle néhány perc alatt a tó ény. partjához jutunk. A tavat megkerülő ösvény az omladéklejtő fele magassága után kettéágazik. Balra a Rovátkára vezet a kék jelzésű ösvény (118.C). A jobbra kanyarodó és innen zöld jelzésű ösvényen (8 p) alatt a Lengyel-nyeregre érünk. (Összesen 5 ó 30 p.)